# Tatsuhiro Yonemitsu
Tatsuhiro Yonemitsu (jap. 米満達弘 Yonemitsu Tatsuhiro; ur. 5 sierpnia 1986 w Yamanashi) – japoński zapaśnik w stylu wolnym, złoty medalista olimpijski, wicemistrz świata.
Największym jego sukcesem jest złoty medal igrzysk olimpijskich w Londynie w kategorii 66 kg.
Złoty medalista igrzysk azjatyckich w 2010. Srebrny medalista mistrzostw Azji w 2009. Pierwszy w Pucharze Świata w 2012. Akademicki mistrz świata w 2008 roku.